# Bupleurum oligactis
Bupleurum oligactis là một loài thực vật có hoa trong họ Hoa tán. Loài này được Boiss. mô tả khoa học đầu tiên năm 1856.